# Cucullia sonchi
Cucullia sonchi är en fjärilsart som beskrevs av Hermann von Heinemann 1859. Cucullia sonchi ingår i släktet Cucullia och familjen nattflyn. Inga underarter finns listade i Catalogue of Life.